# Corchorus fascicularis
Corchorus fascicularis är en malvaväxtart som beskrevs av Jean-Baptiste de Lamarck. Corchorus fascicularis ingår i släktet Corchorus och familjen malvaväxter. Inga underarter finns listade i Catalogue of Life.